# Campbell River
|                       | Jan   | Feb   | Mär   | Apr  | Mai  | Jun  | Jul  | Aug  | Sep  | Okt   | Nov   | Dez   |   |         |
| Mittl. Tagesmax. (°C) | 4,6   | 6,9   | 9,5   | 13,0 | 16,8 | 19,7 | 23,0 | 23,1 | 19,5 | 13,0  | 7,6   | 4,8   | ⌀ | 13,5    |
| Mittl. Tagesmin. (°C) | −2    | −1    | 0,1   | 2,3  | 5,6  | 8,7  | 10,8 | 10,7 | 7,3  | 3,5   | 0,8   | −1,4  | ⌀ | 3,8     |
|                       |       |       |       |      |      |      |      |      |      |       |       |       |   |         |
| Niederschlag (mm)     | 198,5 | 158,7 | 136,0 | 84,2 | 67,1 | 61,2 | 40,4 | 48,6 | 58,9 | 152,9 | 230,7 | 214,4 | Σ | 1.451,6 |

| −2 |

| −1 |

| 0,1 |

| 2,3 |

| 5,6 |

| 8,7 |

| 10,8 |

| 10,7 |

| 7,3 |

| 3,5 |

| 0,8 |

| −1,4 |

| −2 |

| −1 |

| 0,1 |

| 2,3 |

| 5,6 |

| 8,7 |

| 10,8 |

| 10,7 |

| 7,3 |

| 3,5 |

| 0,8 |

| −1,4 |

Campbell River ist eine Stadt in British Columbia, Kanada, an der Mündung des gleichnamigen Flusses am Südende der Discovery Passage und der Nordseite Vancouver Islands. Campbell River ist auch als „Lachs-Hauptstadt“ bekannt.

## Geschichte
Die ersten Bewohner der Gegend waren First Nation vom Stamm der Kwakwaka'wakw.
1792 erreichte Kapitän George Vancouver als erster Europäer mit seinen Schiffen HMS Discovery und HMS Chatham das heutige Campbell River. Vancouver und sein Botaniker Archibald Menzies trafen an dieser Stelle einen kleinen Indianerstamm von ungefähr 350 Leuten, die einen Salish-Dialekt sprachen. Als die HMS Plumper unter Kapitän George Henry Richards im Jahr 1859 auf einer Kartographiereise Campbell River erfasste, stand sie einem Kwakwaka'wakw-Kriegstrupp gegenüber, der die Gegend mit europäischen Gewehren unter seine Herrschaft gebracht hatte. Dr. Samuel Campbell war der Schiffsarzt der Plumper und es wird vermutet, dass er dem Ort seinen Namen verlieh. Nach dem Leutnant des Schiffes, Zachary Mudge, wurde ebenfalls eine geographische Besonderheit benannt, das nahegelegene Cape Mudge.
Sportangler suchten die Gegend bereits in den 1880er Jahren, besonders angespornt durch die Berichte der Angler Sir Richard Musgrave und Sir John Rogers. Bereits 1924 wurde der Campbell River Tyee Club mit dem Ziel gegründet, die Überfischung der Lachsbestände zu verhindern. Neben dem Hobbyangeln blieb auch kommerzieller Fischfang viele Jahre ein bedeutender Wirtschaftsfaktor.
Kommerzielle Holzfällerei nahm in den 1920er Jahren mit den Forstunternehmen Merrill Ring & Company, Bloedel, Stewart & Welch und Comox industrielle Ausmaße an. Ein großer Waldbrand, der 1938 nahe Buttle Lake ausbrach, zerstörte etwa 300 km² Wald und damit weite Teile des Tals. Die heutigen Stadtteile von Campbell River, Rock Bay, Menzies Bay und Englewood waren allesamt in dieser Zeit Holzfällerlager.
Campbell River wurde bereits 1912 ein wichtiges Versorgungszentrum für das nördliche Vancouver Island, Quadra Island und Cortes Island. Die für die Infrastruktur bedeutende Esquimalt & Nanaimo-Eisenbahn war bis Campbell River geplant, wurde aber nur bis Courtenay fertiggestellt. Der Bau der Elk-River-Zellstofffabrik und weiterer Papiermühlen im nahen Tahsis und Gold River förderte den Holzeinschlag. Dazu kam eine Blei- und Zinkmine, Kohlenminen und eine große Kupfermine.
Am  23. Juni 1946 wurde die Gemeinde durch das Erdbeben von Vancouver Island erschüttert, welches mit einer Magnitude von 7,3 das bisher das stärkste sicher gemessene Erdbeben auf der Insel war. Es hatte sein Epizentrum auf dem Forbidden Plateau, etwa 40 km südsüdöstlich von Campbell River.

## Demographie
Der Zensus im Jahr 2016 ergab für die Gemeinde eine Bevölkerungszahl von 32.588 Einwohnern, nachdem der Zensus im Jahr 2011 für die Gemeinde noch eine Bevölkerungszahl von 31.186 Einwohnern ergab. Die Bevölkerung hat dabei im Vergleich zum letzten Zensus im Jahr 2011 um 4,5 % zugenommen und liegt damit nahe am Provinzdurchschnitt mit einer Bevölkerungszunahme in Britisch Columbia um 5,6 %. Im Zensuszeitraum 2006 bis 2011 hatte die Einwohnerzahl in der Gemeinde, unterdurchschnittlich, nur um 5,5 % zugenommen, während sie im Provinzdurchschnitt um 7,0 % zunahm.
Für den Zensus 2016 wurde für die Gemeinde ein Medianalter von 46,5 Jahren ermittelt. Das Medianalter der Provinz lag 2016 bei nur 43,0 Jahren. Das Durchschnittsalter lag bei 44,0 Jahren bzw. bei 42,3 Jahren in der Provinz.
Zum Zensus 2011 wurde für die Gemeinde noch ein Medianalter von 45,3 Jahren ermittelt. Das Medianalter der Provinz lag 2011 bei nur 41,9 Jahren.

## Klima
Laut der Klimaklassifikation nach Köppen und Geiger herrscht in Campbell River ein gemäßigtes Ozeanklima (Cfb). In Campbell River herrscht ein größtenteils mildes Klima, mit Temperaturen, die gewöhnlich von 0 °C im Winter bis 32 °C im Hochsommer reichen. Der meiste Niederschlag wird in der Regel November gemessen, mit durchschnittlich 218,0 mm. Während der meiste Schnee im Januar mit durchschnittlich 152 mm fällt, bleiben nur 10 mm davon tatsächlich liegen. Im Winter bringt nur der ein oder andere arktische Wintersturm vom kanadischen Festland Temperaturen unter Null. Wenn ein Pazifik-Tief die Ostküste Vancouver Islands erreicht, kann starker Schneefall einsetzen. Schneehöhen über 45 cm innerhalb von 24 Stunden konnten gemessen werden und die höchste festgestellte Schneehöhe betrug 53,3 cm im Jahr 1978.

## Wirtschaft
Die Bevölkerung von Campbell River ist zu einem großen Teil in der Forstwirtschaft, der Bergbauindustrie, der Fischerei sowie der Tourismusindustrie beschäftigt. Vielen Kanadiern ist die Stadt, neben Port Alberni, auch als „Lachs-Hauptstadt“ ein Begriff. Aufgrund dessen ist Campbell River ein beliebtes Ziel für Sportangler.
Der Bau des Elk-Falls-Wasserkraftwerks durch die BC Power Corporation, später in „John Hart Generating Station“ umbenannt, im Jahr 1948 und der daran angeschlossenen Papier- und Zellstofffabrik im Jahr 1952, verbesserten die wirtschaftliche Situation in Campbell River deutlich.
Bis 2007 wurden bereits länger existierende Pläne, einen Kreuzfahrtschiffanleger in Campbell River zu eröffnen, da täglich Schiffe durch die vielgenutzte Discovery Passage fahren, realisiert. Für die Realisierung stellte die kanadische Bundesregierung, die Provinz, die Gemeinde sowie lokale First Nations, die We Wai Kum, insgesamt rund 16 Millionen Kanadische Dollar zur Verfügung. Der Nutzen dieses Anlegers sollte nicht nur in den 150 Vollzeitarbeitsplätzen, die dadurch entstehen, sondern auch in der dadurch zunehmenden touristischen Bedeutung von Campbell River sowie den daraus erzielten Einnahmen liegen. Bedingt durch die 2008 einsetzende Rezession wurde das Terminal von den Kreuzfahrtunternehmen nicht angenommen und bis 2019 legte kein größeres Kreuzfahrtschiff dort an. Im Juni 2020 wurde daher durch die Eigner entschieden eine Untersuchung über die Zukunft der Anlage zu beauftragen und ob sie gegebenenfalls abgerissen werden soll.

## Verkehr
Campbell River durch den Highway 19 mit anderen Städten auf Vancouver Island, wie Courtenay, Port Hardy und Gold River verbunden.
Außerdem hat in Campbell River der Highway 28 nach Gold River seinen Anfang.
Die Stadt ist durch den Campbell River Airport (IATA-Code: YBL, ICAO-Code: CYBL, TC-LID: –) und den Wasserflugzeughafen Campbell River Harbour (IATA-Code: YHH, ICAO-Code: –, TC-LID: CAC8) per Luft erreichbar. Vom Campbell River Airport bietet unter anderem Pacific Coastal Airlines einen täglichen Linienverkehr nach Vancouver.
Eine Fähre der BC Ferries fährt von hier aus auf die gegenüberliegende Quadra Island (via Quathiaski Cove), eine Insel der Discovery Islands. Die Seefahrt ist hier geprägt durch die teilweise starke Strömung und den Tidenhub der Discovery Passage, der hier im Regelfall zwischen 0,5 und 4 Meter beträgt.
Öffentlicher Personennahverkehr wird örtlich durch mehrere Buslinien des „Campbell River Transit System“ angeboten, welches von BC Transit in Kooperation betrieben wird. Eine der Buslinien verbindet die Gemeinde mit dem einige Kilometer südlich gelegenen Oyster River.

## Städte-Partnerschaften
- Ishikari, Japan

## Söhne und Töchter der Stadt
- John Bear (1944–2007), Snookerspieler
- Lisle Ellis (* 1951), Jazz-Bassist und Komponist
- Barry Pepper (* 1970), Schauspieler
- Daryl Andrews (* 1977), Eishockeyspieler
- Carsen Germyn (* 1982), Eishockeyspieler
- Iris Graham (* 1985), Schauspielerin
- Cameron Levins (* 1989), Langstreckenläufer
- Matthew Sharpe (* 1991), Triathlet
- Brett Connolly (* 1992), Eishockeyspieler

## Trivia
Campbell River liegt nahe Seymour Narrows, dem Schauplatz einer der größten nicht-nuklearen Explosion von Menschenhand. Im Jahr 1958 gruben Bergleute 28 Monate, um dort Sprengstoffe zu platzieren und den Ripple Rock genannten Unterwasserfelsen zu beseitigen, den George Vancouver einst als „einen der weltweit hinterhältigsten Abschnitte eines Wasserweges“ bezeichnet hatte.
Durch die Nähe zum Filmproduktionsstandort Vancouver, ein Zentrum der kanadischen Filmindustrie, und der eindrucksvollen Landschaft auf Vancouver Island, ist die Gegend um Campbell River als Filmlocation beliebt, insbesondere für Außenaufnahmen. So wurde für die folgenden Filme und Serien nahe Campbell River gedreht:
- Der scharlachrote Buchstabe (1995)
- Der 13te Krieger (1999)
- Sieben Jahre in Tibet (1997)
- Final Destination 2 (2003)
- Sind wir schon da? (2005)
- Dawn of the Planet of the Apes (2014)
- See: Reich der Blinden (2019–2022)